# Khon Kaen Provincial Administrative Organization Stadium
Das Khon Kaen Provincial Administrative Organization Stadium (Thai สนาม อบจ.ขอนแก่น) ist ein Mehrzweckstadion in Khon Kaen in der Provinz Khon Kaen, Thailand. Es wird hauptsächlich für Fußballspiele genutzt und ist das Heimstadion vom thailändischen Zweitligisten Khon Kaen FC sowie dem Viertligisten Khon Kaen United FC. Das Stadion hat eine Kapazität von 7000 Personen. Eigentümer und Betreiber die Khon Kaen Provincial Administrative.

## Nutzer des Stadions
| Verein              | Zeitraum der Nutzung |
| ------------------- | -------------------- |
| Khon Kaen FC        | 2007 bis 2015        |
| Khon Kaen FC        | 2017 bis heute       |
| Khon Kaen United FC | 2016 bis heute       |